# Socorro Herrera
Socorro Herrera (...) è un'attrice statunitense.
Meglio conosciuta al pubblico per il ruolo della signora Montez nella trilogia di High School Musical.
Herrera non è apparsa in High School Musical 2, ma tra il film High School Musical e il film High School Musical 3: Senior Year, ha avuto un ruolo nel film Lightspeed.